# Bitwa pod Halule
Bitwa pod Halule – starcie zbrojne pomiędzy wojskami asyryjskiego króla Sennacheryba (pan. 705–681 p.n.e.) i połączonymi wojskami Babilończyków, Aramejczyków, Chaldejczyków, Elamitów i ludów z gór Zagros, do którego doszło w 691 r. p.n.e. pod miastem Halule w Babilonii. Obie strony poniosły w tej bitwie duże straty, ale jej wynik pozostaje nieznany, jako że zachowane źródła asyryjskie i babilońskie zaprzeczają sobie nawzajem: zgodnie z rocznikami królewskimi Sennacheryba władca ten odnieść miał zdecydowane zwycięstwo, natomiast zgodnie ze wzmianką w jednej z kronik babilońskich to Elamici i Babilończycy mieli zmusić Asyryjczyków do odwrotu. Jeżeli nawet siłom koalicji udało się odeprzeć atak armii asyryjskiej, to sukces ten był krótkotrwały. Już w następnym roku bowiem armia asyryjska ponownie wkroczyła do Babilonii, a król Sennacheryb na miejscu bitwy rozkazał wznieść stelę zwycięstwa. Wykorzystując fakt, iż wojska elamickie nie przyszły tym razem z pomocą Babilończykom, Asyryjczycy ruszyli na Babilon, który wkrótce został oblężony. W 689 r. p.n.e. Sennacherybowi udało się zdobyć to miasto i pojmać babilońskiego króla Muszezib-Marduka (pan. 693–689 p.n.e.), który jako jeniec wysłany został do Asyrii.